# K3b
K3b – otwartoźródłowa aplikacja służąca do nagrywania dysków optycznych przeznaczona dla środowiska graficznego KDE.
Program cechuje bardzo przyjazny interfejs użytkownika, pozwalający wykonać większość operacji związanych z nagrywaniem płyt, np. nagrać płytę audio CD z zapisanych na twardym dysku skompresowanych plików muzycznych w formacie Ogg Vorbis lub MP3. Możliwości konfiguracji zadowolą zarówno początkujących, którzy mogą wykorzystać domyślne ustawienia, jak i zaawansowanych użytkowników.
K3b można także traktować jako graficzną nakładkę dla programów w trybie tekstowym cdrecord, cdrdao i growisofs.

## Możliwości K3b

### Tworzenie dysków z danymi
- dodawanie plików i folderów do projektu płyty z danymi z wykorzystaniem techniki przeciągnij i upuść
- kasowanie i przemieszczanie plików wewnątrz projektu
- tworzenie pustych katalogów
- nagrywanie płyt w locie bez tworzenia obrazu płyty
- możliwość stworzenia obrazu płyty i nagranie jej później
- obsługa systemu plików Rock Ridge i Joliet
- zmiana nazw plików w projekcie
- zmiana nazw wszystkich plików mp3, ogg w projekcie zgodnie z informacjami zawartymi w znacznikach np. do formatu „artysta - album - tytuł piosenki.rozszerzenie”
- możliwość wykorzystania z prawie wszystkich opcji mkisofs przez zaawansowanych użytkowników
- weryfikowanie poprawności nagranych danych
- obsługa obrazów płyt rozruchowych w standardzie El Torito
- możliwość nagrywania płyt wielosesyjnych

### Tworzenie dysków audio
- dekodowanie dźwięku z wykorzystaniem wtyczek (formaty WAV, MP3, Ogg Vorbis, Ogg FLAC)
- automatyczne wypełnianie informacji CD-Text w oparciu o znaczniki skompresowanych plików muzycznych
- nagrywanie płyt audio w locie, bez wcześniejszego ich konwertowania do formatu WAV
- regulacja poziomu głośności plików pochodzących z różnych źródeł przed zapisem na płytę
- przycinanie początków i końców ścieżek audio

### Tworzenie płyt Video CD
- standardy Video CD: VCD 1.1, VCD 2.0, SVCD, CD-i

### Tworzenie mieszanych CD
- standardy CD-Extra (CD-Plus, Enhanced Audio CD)
- wcześniej już wspomniane możliwości odnoszące się do płyt audio i z danymi
- tworzenie płyt eMovix

### Kopiowanie płyt
- kopiowanie jedno- i wielosesyjnych płyt z danymi
- kopiowanie płyt audio
- kopiowanie płyt CD-Extra
- kopiowanie CD-Text
- dodawanie CD-Textu na podstawę informacji zawartych w bazie cddb
- dokładne kopiowanie/klonowanie jednosesyjnych płyt CD

### Nagrywanie DVD
- możliwość zapisu na płytach DVD-R/W i DVD+R/W
- tworzenie projektów DVD z danymi
- tworzenie płyt DVD eMovix
- formatowanie płyt DVD-RW i DVD+RW

### Zgrywanie płyt
- obsługa CDDB poprzez HTTP, cddbp i lokalny katalog bazy danych płyt CD cddb
- możliwość automatycznego agregowania zgrywanych ścieżek w postaci katalogów, list odtwarzania według wybranego wzorca np. „Wykonawca/Płyta/tytuł piosenki.ogg”
- odczyt informacji CD-Text
- Zapisywanie informacji cddb o zgrywanych ścieżkach z możliwością ich ponownego wykorzystania w projekcie typu audio CD
- system wtyczek pozwalający kompresować zgrywane pliki do różnorodnych formatów
- zgrywanie płyt DVD i automatyczna kompresja do formatu DivX/XviD
- zapisywanie i odczyt zapisanych projektów
- czyszczenie płyt CD-RW
- odczyt informacji TOC i CD-R
- zapisywanie obrazów płyt ISO na CD lub DVD z możliwością weryfikacji poprawności zapisu
- zapisywanie plików CUE/BIN dla programu CDRWIN
- kopiowanie płyt DVD (obecnie bez możliwości rekodowania materiału wideo)

### Zaawansowana obsługa płyt
- automatyczne wykrywanie maksymalnej prędkości zapisu i odczytu
- możliwość wykorzystania mechanizmów zabezpieczających przed opróżnieniem bufora JustLink, BurnFree
- możliwość automatycznego czyszczenia płyt CD-RW i DVD-RW przed nagraniem